# Jezdec formule risk
Jezdec formule risk je český film režiséra Antonína Kachlíka z roku 1973. Původně se film měl jmenovat Pláču protože jsem blbec.

## Děj
Mladý muž, který se oddává lumpárnám, se ocitne na rozcestí a převychová ho teprve až tvrdá práce. Jirka, hlavní hrdina filmu, se touží stát automobilovým závodníkem ve formuli. Chodí s dívkou jménem Rosmery, která je ovšem ve špatné partě, která pak Jirku stáhne ke krádežím aut. Poté s nimi Jirka vykrade i muzeum a skončí ve vězení.

## Zajímavost
Film se natáčel v Sedlčanech, v lomu Něčín u Sedlčan a budově bývalého Chemapolu v Praze. Film získal na Festivalu československých filmů tři ceny v kategorii: Zvláštní cena (1973, FFP), Čestné uznání ÚV SSM (1973, FFP) a I. cena (1974, VII. Festival československého filmu)

## Obsazení
- Alexej Okuněv – Jirka (namluvil Petr Svojtka)
- Marta Rašlová – Rosmery (namluvila Eva Hudečková)
- Ladislav Večeřa – Beran
- Ivan Řehák – Jacek
- Roman Skamene – Prcek
- Miroslav Homola – Janota
- Jiří Krampol – Hrbek
- Václav Brtna – Sodomka (namluvil Josef Bláha)
- a další